# 김한로
김한로(金漢老, 1358년 ∼ ?)는 고려 말 조선 전기의 문신이자 외척으로, 양녕대군의 장인이다. 광산 김씨(光山金氏) 낭장공(郞將公)파 20세다.

## 생애
1383년(우왕 10) 문과에 장원으로 급제하여 예의좌랑을 지냈다.
조선조에 들어와서 예문관제학(藝文館提學)으로 성절사로 명나라에 다녀왔고, 1407년(태종 8) 좌군통제에 올랐다.
1409년(태종 10) 예조판서(禮曺判書)에 승진 되었으며 광산군(光山君)에 봉해졌다. 이듬해에 사헌부 대사헌(司憲府 大司憲), 참지의정부사를 역임하고 1412년(태종 13) 중군도총제, 예문관 대제학(藝文館大提學) 찬성, 판한성부사, 병조판서 등을 역임하였다.
세자 양녕대군이 폐위되자 그의 장인이라는 이유로 연루되어 죽산(竹山)에 부처(付處)되고, 다시 청주, 연기 등으로 유배지가 옮겨졌다. 1418년(태종 18) 세자궁에 여자를 출입시킨 문제로 대간의 탄핵을 받아 의금부에 하옥된 후 직첩을 몰수당했으며 세자와의 인연도 끊겼다.
이후, 아들 김경재(金敬哉)와 함께 나주로 이배되었으며 대간의 집요한 추가 처벌 요청이 있었으나 청주·연기 등지로 안치되는 것에 그쳤다. 1425년(세종 7) 5월 『태종실록(太宗實錄)』 편찬을 위한 사초 수집 때 화재로 인한 소실로 사초를 제출하지 못해 백은(白銀) 20냥과 자손금고(子孫禁錮)의 처분을 받았다.
양녕대군이 특별히 세종에게 용서를 청했지만 징은(徵銀)만 면제받았다. 1431년 세종에 의해 아들 김경재의 서용이 거론되었으나 안숭선(安崇善) 등의 반대로 좌절되었다. 뒤에 신원이 회복되어 의정부좌찬성(左贊成)에 증직되었다가 다시 의정부좌의정으로 추증(追贈)되고 광산군(光山君)에 추봉되었다.

## 가족 관계
- 아버지 : 김자빈(金子贇)
- 어머니 : 이사상(李斯祥)의 딸
  - 부인 : 전씨
    - 아들 : 김경재(金敬哉, 감찰(監察))
    - 장녀 : 수성부부인
    - 사위 : 양녕대군 - 조선 태종의 장남
      - 외손자 : 순성군(順成君) 이개(李豈)
      - 외손자 : 함양군(咸陽君) 이포(李布)
      - 외손자 : 서산군(瑞山君) 이혜(李?)
      - 외손녀 : 영천군주(永川郡主)
      - 외손녀 : 현주(縣主)
      - 외손녀 : 영평현주(永平縣主)
      - 외손녀 : 현주(縣主)
      - 외손녀 : 재령군주(載寧郡主)

    - 차녀 : 노경린(盧慶麟)에게 출가

## 같이 보기
- 양녕대군
- 서산군